# Per Wessberg
Per Wessberg, född 1756,död 21 december 1820 i Maria församling var en violinist vid Kungliga hovkapellet.
Han anställdes 1785 som repetitör och efterträdde året efter Johan Grafström som tillträtt en organisttjänst i Västerås.
Wessberg avskedades 1807 och stod därefter uppförd på operastatens pensionslista.

## Biografi
Per Wessberg anställdes 1785 som violinist vid Kungliga hovkapellet i Stockholm och slutade omkring 1800. Han var gift med Sofia Fogel. Wessberg var 1788 andre repetitör vid operan.